# A Fish Called Wanda
A Fish Called Wanda (titulada Un pez llamado Wanda en España y Los enredos de Wanda en Argentina y en México) es una película británica-estadounidense de 1988, del género de comedia policial, escrita por John Cleese y dirigida por Charles Crichton.  
Sus protagonistas principales son John Cleese, Michael Palin (exmiembros del grupo cómico Monty Python), Jamie Lee Curtis y Kevin Kline.
Se hizo acreedora al Premio Óscar al mejor actor de reparto (para Kevin Kline) y a dos premios BAFTA, al mejor actor (para John Cleese) y al mejor actor de reparto (para Michael Palin).

## Argumento
La película gira en torno al robo a una joyería, planeado por George Thomason y las consecuencias que esto trae. La persona de confianza de George es Ken Pile, un amante de los animales que además sufre de tartamudez. Junto con ellos vienen dos estadounidenses que son una pareja, la sensual estafadora Wanda Gershwitz y el sicario y algo torpe Otto West; este último suele presumir de ser un intelectual, aunque el resto del grupo suele ratificarle su ignorancia, llamándolo estúpido —calificativo que él detesta. 
El robo se logra realizar a la perfección. Sin embargo, después del hecho, Wanda y Otto traicionan a George reportándolo con la policía. Tardíamente descubren que George había escondido el botín en un nuevo escondite, en un casillero, y no planeaba revelarles en cuál específicamente. Wanda decide que la mejor forma de obtener información es seducir al abogado de George, Archibald Leach, un hombre atrapado en un matrimonio sin amor con una mujer rica y de mal carácter. Mientras tanto, Otto decide que el mejor método es hablar con Ken, primero pretendiendo estar enamorado de él, y luego atándolo y amenazándolo con comerse sus peces tropicales (uno de los cuales es un pez ángel llamado Wanda).
George encarga a Ken que asesine a una testigo, una mujer de edad avanzada, dueña de tres Yorkshire terriers. En sus intentos por asesinarla, Ken termina matando accidentalmente a cada uno de los perros. A continuación de la muerte del último perro, la mujer muere de un ataque al corazón. Mientras tanto, Wanda y Archibald acaban enamorándose, mientras que Wanda rompe con Otto por su conducta violenta.
Después de varias traiciones entre el equipo y de que la llave del casillero cambiara varias veces de manos, todos corren al aeropuerto en un intento de huir con el dinero. Ken logra vengarse de Otto, lo que provoca que supere sus problemas de tartamudez. Wanda y Archibald, harto de su vida anterior y consciente de lo que ocurre, logran huir juntos con el dinero y empiezan una nueva vida. George finalmente queda preso.

## Reparto
| Actor            | Personaje             |
| ---------------- | --------------------- |
| John Cleese      | Archie Leach          |
| Jamie Lee Curtis | Wanda Gershwitz       |
| Kevin Kline      | Otto West             |
| Michael Palin    | Ken Pile              |
| Tom Georgeson    | George Thomason       |
| Maria Aitken     | Wendy Leach           |
| Cynthia Cleese   | Portia Leach          |
| Patricia Hayes   | Sra. Eileen Coady     |
| Geoffrey Palmer  | Juez                  |
| Roger Brierley   | Davidson              |
| Llewellyn Rees   | Sir John              |
| Stephen Fry      | Hutchison             |
| Al Ashton        | Guardia de la prisión |

## Recepción
La obra cinematogáfica tuvo un enorme éxito y se convirtió en su momento en la película británica más taquillera de todos los tiempos.

## Premios y nominaciones
| Premio                          | Nominado                       | Resultado |
| ------------------------------- | ------------------------------ | --------- |
| Óscar al mejor actor de reparto | Kevin Kline                    | Ganador   |
| Óscar al mejor director         | Charles Chrichton              | Candidato |
| Óscar al mejor guion original   | John Cleese y Charles Crichton | Candidato |
| BAFTA al mejor actor            | John Cleese                    | Ganador   |
| BAFTA al mejor actor de reparto | Michael Palin                  | Ganador   |